# Arrondissement des Niayes
L'arrondissement des Niayes est l'un des arrondissements du Sénégal. Situé au nord du département de Pikine, dans la région de Dakar, il se trouve dans la zone géographique des Niayes. 

## Administration
Il est divisé en 4 communes d'arrondissement.
| Commune d'Arrondissement | Population (2009) | Superficie km2 |
| ------------------------ | ----------------- | -------------- |
| Keur Massar              | 68 162            | 22             |
| Malika                   | 16 866            | 9              |
| Yeumbeul Nord            | 124 051           | 8,3            |
| Yeumbeul Sud             | 95 764            | 1,1            |
| Total                    | 304 843           | 40,4           |

## Population
En 2002, l'arrondissement comptait 256 058 personnes, 22 616 concessions et 30 510 ménages. 